# Psilopa tonsa
Psilopa tonsa är en tvåvingeart som beskrevs av Friedrich Hermann Loew 1852. Psilopa tonsa ingår i släktet Psilopa och familjen vattenflugor.
Artens utbredningsområde är Moçambique. Inga underarter finns listade i Catalogue of Life.